# In the Halls of Awaiting
In The Halls Of Awaiting is het eerste album van de Finse melodicdeathmetalband Insomnium, uitgebracht op 30 april 2002 bij platenmaatschappij Candlelight Records.

## Tracks
| 1.                 | Ill-Starred Son          | 4:46  |
| 2.                 | Song of the Storm        | 4:22  |
| 3.                 | Medeia                   | 4:22  |
| 4.                 | Dying Chant              | 4:13  |
| 5.                 | The Elder                | 4:46  |
| 6.                 | Black Waters             | 5:00  |
| 7.                 | Shades of Deep Green     | 7:33  |
| 8.                 | The Bitter End           | 5:08  |
| 9.                 | Journey Unknown          | 4:32  |
| 10.                | In the Halls of Awaiting | 10:55 |
| Totale duur: 55:37 |                          |       |